# Liste der Monuments historiques in Crosey-le-Grand
Die Liste der Monuments historiques in Crosey-le-Grand führt die Monuments historiques in der französischen Gemeinde Crosey-le-Grand auf.

## Liste der Objekte
| Bezeichnung                             | Beschreibung | Standort                        | Kennzeichnung | Schutzstatus | Datum | Bild |
| --------------------------------------- | --- | ------------------------------- | ------------- | ------------ | ----- | ---- |
| Hauptaltar                              | Altartisch, Altaraufbau, Tabernakel, Exposition, Retabel, Gemälde und zwei Skulpturen; Holz, farbig gefasst und vergoldet, Ölfarbe auf Leinwand, 18. Jahrhundert | in der Kirche St-Étienne (Lage) | PM25001648    | Classé       | 1978  |      |
| Kruzifix                                | Holz, farbig gefasst und vergoldet, 18. Jahrhundert | in der Kirche St-Étienne (Lage) | PM25002049    | Inscrit      | 1979  |      |
| Skulptur Heiliger Blasius               | Holz, farbig gefasst, 17. Jahrhundert | in der Kirche St-Étienne (Lage) | PM25002050    | Inscrit      | 1979  |      |
| Skulptur Heiliger Antidius von Besançon | Holz, farbig gefasst, 17. Jahrhundert | in der Kirche St-Étienne (Lage) | PM25002051    | Inscrit      | 1979  |      |